# Giovanni I del Palatinato-Zweibrücken
Giovanni I del Palatinato-Zweibrücken (Meisenheim, 8 maggio 1550 – Germersheim, 12 agosto 1604) fu conte palatino e duca di Zweibrücken dal 1569 fino alla sua morte.
Nacque a Meisenheim come il secondo dei figli maschi di Volfango, conte palatino di Zweibrücken e di sua moglie Anna d'Assia. Nel 1588 cambiò la religione di Stato da luteranesimo a calvinismo. Morì a Germersheim nel 1604 e fu sepolto nella Alexanderkirche a Zweibrücken.

## Famiglia e figli
Sposò nel 1579 la duchessa Maddalena di Jülich-Kleve-Berg, figlia di Guglielmo "il Ricco", duca di Jülich-Kleve-Berg, dalla quale ebbe dodici figli:
- Luigi Guglielmo (Zweibrücken, 28 novembre 1580 - 26 marzo 1581);
- Maria Elisabetta (Zweibrücken, 7 novembre 1581 - Lauterecken, 18 agosto 1637), che sposò Giorgio Gustavo, Conte Palatino di Veldenz;
- Anna Maddalena (Zweibrücken, 11 gennaio 1583 - 7 febbraio 1583);
- Giovanni II (Bergzabern, 26 marzo 1584 - Metz, 9 agosto 1635), che sposò prima Caterina di Rohan e poi Luisa Giuliana di Simmern;
- Federico Casimiro (10 giugno 1585 - 30 settembre 1645), che sposò Emilia Anversiana di Nassau;
- Elisabetta Dorotea (16 luglio 1586 - 23 novembre 1593);
- un figlio nato e morto il 24 febbraio 1588;
- Giovanni Casimiro (Zweibrücken, 20 aprile 1589 -Schloß Stegeborg (Östergotland), 18 giugno 1652), che sposò Caterina di Svezia figlia del re Carlo IX di Svezia;
- una figlia nata e morta il 7 giugno 1590;
- Amalia Giacomina Enrichetta (Zweibrücken, 26 settembre 1592 - Düsseldorf, 18 maggio 1655), che sposò Giacomo Francesco Pestacalda, governatore spagnolo di Trier;
- un figlio nato e morto il 28 settembre 1593;
- Anna Caterina (28 luglio 1597 - Schloß Kirkel, 2 dicembre 1597).

## Ascendenza
|                                       |                      |                                    | Genitori                          |  |  | Nonni |  |  | Bisnonni                              |  |  | Trisnonni                          |  |
|                                       |                      |                                    |                                   |  |  |       |  |  | Alessandro del Palatinato-Zweibrücken |  |  | Luigi I del Palatinato-Zweibrücken |  |
|                                       |                      |                                    |                                   |  |  |       |  |  | Alessandro del Palatinato-Zweibrücken |  |  | Luigi I del Palatinato-Zweibrücken |  |
|                                       |                      | Giovanna di Croÿ                   |                                   |  |  |       |  |  | Alessandro del Palatinato-Zweibrücken |  |  |                                    |  |
| Luigi II del Palatinato-Zweibrücken   |                      |                                    |                                   |  |  |       |  |  | Alessandro del Palatinato-Zweibrücken |  |  |                                    |  |
|                                       |                      | Margherita di Hohenlohe-Neuenstein | Kraft VI di Hohenlohe-Neuenstein  |  |  |       |  |  |                                       |  |  |                                    |  |
|                                       |                      | Margherita di Hohenlohe-Neuenstein | Kraft VI di Hohenlohe-Neuenstein  |  |  |       |  |  |                                       |  |  |                                    |  |
|                                       |                      | Margherita di Hohenlohe-Neuenstein | …                                 |  |  |       |  |  |                                       |  |  |                                    |  |
| Volfango del Palatinato-Zweibrücken   |                      | Margherita di Hohenlohe-Neuenstein |                                   |  |  |       |  |  |                                       |  |  |                                    |  |
|                                       |                      | Guglielmo I d'Assia                | Ludovico II der Freimütige        |  |  |       |  |  |                                       |  |  |                                    |  |
|                                       |                      | Guglielmo I d'Assia                | Ludovico II der Freimütige        |  |  |       |  |  |                                       |  |  |                                    |  |
|                                       |                      | Guglielmo I d'Assia                | Matilde di Württemberg-Urach      |  |  |       |  |  |                                       |  |  |                                    |  |
| Elisabetta d'Assia                    |                      | Guglielmo I d'Assia                |                                   |  |  |       |  |  |                                       |  |  |                                    |  |
|                                       |                      | Anna di Braunschweig-Wolfenbüttel  | …                                 |  |  |       |  |  |                                       |  |  |                                    |  |
|                                       |                      | Anna di Braunschweig-Wolfenbüttel  | …                                 |  |  |       |  |  |                                       |  |  |                                    |  |
|                                       |                      | Anna di Braunschweig-Wolfenbüttel  | …                                 |  |  |       |  |  |                                       |  |  |                                    |  |
| Giovanni I del Palatinato-Zweibrücken |                      | Anna di Braunschweig-Wolfenbüttel  |                                   |  |  |       |  |  |                                       |  |  |                                    |  |
|                                       | Guglielmo II d'Assia | Ludovico II der Freimütige         |                                   |  |  |       |  |  |                                       |  |  |                                    |  |
|                                       | Guglielmo II d'Assia | Ludovico II der Freimütige         |                                   |  |  |       |  |  |                                       |  |  |                                    |  |
|                                       | Guglielmo II d'Assia | Matilde di Württemberg-Urach       |                                   |  |  |       |  |  |                                       |  |  |                                    |  |
| Filippo I d'Assia                     | Guglielmo II d'Assia |                                    |                                   |  |  |       |  |  |                                       |  |  |                                    |  |
|                                       |                      | Anna di Meclemburgo-Schwerin       | Magnus II di Meclemburgo-Schwerin |  |  |       |  |  |                                       |  |  |                                    |  |
|                                       |                      | Anna di Meclemburgo-Schwerin       | Magnus II di Meclemburgo-Schwerin |  |  |       |  |  |                                       |  |  |                                    |  |
|                                       |                      | Anna di Meclemburgo-Schwerin       | Sofia di Pomerania-Wolgast        |  |  |       |  |  |                                       |  |  |                                    |  |
| Anna d'Assia                          |                      | Anna di Meclemburgo-Schwerin       |                                   |  |  |       |  |  |                                       |  |  |                                    |  |
|                                       |                      | Ernesto di Sassonia                | Federico II di Sassonia           |  |  |       |  |  |                                       |  |  |                                    |  |
|                                       |                      | Ernesto di Sassonia                | Federico II di Sassonia           |  |  |       |  |  |                                       |  |  |                                    |  |
|                                       |                      | Ernesto di Sassonia                | Margherita d'Austria              |  |  |       |  |  |                                       |  |  |                                    |  |
| Cristina di Sassonia                  |                      | Ernesto di Sassonia                |                                   |  |  |       |  |  |                                       |  |  |                                    |  |
|                                       |                      | Elisabetta di Baviera              | Alberto II di Baviera             |  |  |       |  |  |                                       |  |  |                                    |  |
|                                       |                      | Elisabetta di Baviera              | Alberto II di Baviera             |  |  |       |  |  |                                       |  |  |                                    |  |
|                                       |                      | Elisabetta di Baviera              | Anna di Braunschweig-Grubenhagen  |  |  |       |  |  |                                       |  |  |                                    |  |
|                                       |                      | Elisabetta di Baviera              |                                   |  |  |       |  |  |                                       |  |  |                                    |  |